# Ratoncito Pérez

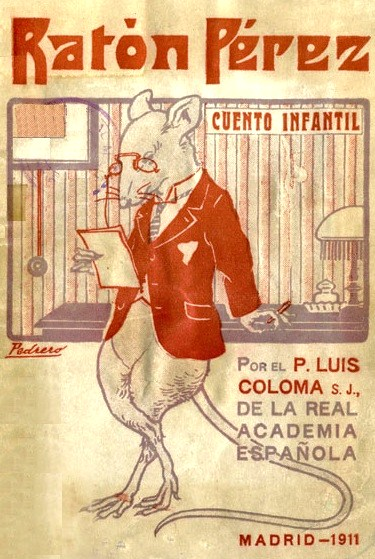
Edición de 1911 del cuento de Coloma, con portada de Mariano Pedrero.

El Ratón o Ratoncito Pérez es un pequeño animal mágico que aparece en las noches dejando dinero debajo de la almohada a los niños cuando a estos se les caen los dientes de leche.

## Tradición universal
Se le reconoce como «Ratón» o «Ratoncito Pérez» en los países hispanohablantes, con la excepción de algunas regiones de México, donde se le llama simplemente «el Ratón de los dientes».
En Francia se le llama la petite souris («Ratoncito»), y en Italia se le conoce como Topolino, Topino («Ratoncito») o Fatina («Hadita»). En otros lugares hay otros seres fantásticos encargados de recoger los dientes, como Tooth Fairy («Hada de los dientes») en los países germanos, l'Angelet («el Angelito») o La rateta  («la Ratita») en Cataluña, Maritxu teilatukoa («Mari la del tejado») en el País Vasco – sobre todo Vizcaya –, o L’Esquilu de los dientis («La Ardilla de los dientes») en Cantabria. En algunos lugares es tradición tirar los dientes de los niños a los tejados de las casas.

## Origen
El origen más probable del ratoncito y su enlace con un hada proviene de un cuento francés del siglo XVIII de la baronesa d'Aulnoy: La Bonne Petite Souris (El buen ratoncito). Aunque en realidad, el ratoncito francés no recogía los dientes de los niños.

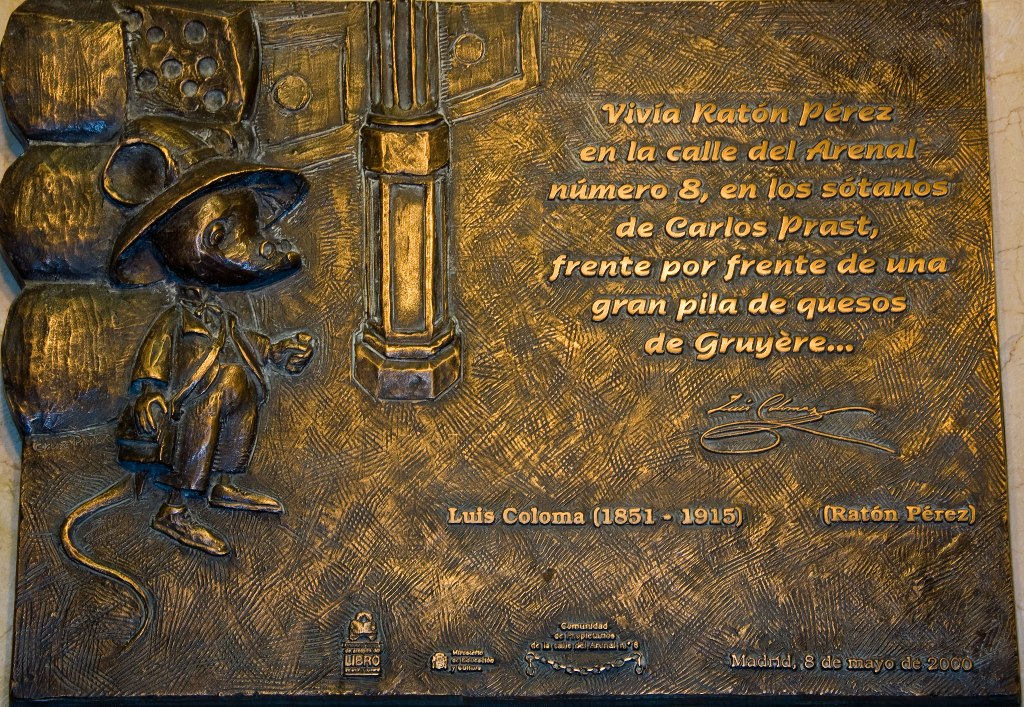
Placa conmemorativa en el mismo lugar donde el padre Luis Coloma situó la vivienda del Ratoncito Pérez, en la Confitería Prast de la calle Arenal número 8 de Madrid.

Un ratón llamado Ratón Pérez, Ratonpérez o Ratompérez apareció por primera vez en los cuentos de tradición oral La hormiguita, como su apacible y tímido marido, y en El ratoncito vanidoso, también como su marido. Estos cuentos fueron publicados por primera vez en Cuentos, oraciones, adivinanzas y refranes populares (1877) de Fernán Caballero.
En España, su introducción a la mitología infantil se ha atribuido a Luis Coloma (autor también de Pequeñeces o Jeromín), cuando hacia 1894 pidieron al jesuita que escribiera un cuento para el futuro rey Alfonso XIII, que entonces tenía 8 años, y al que se le cayó un diente. Sin embargo, en la novela La de Bringas de Benito Pérez Galdós, escrita en 1884 y ambientada en 1868, el autor compara a un personaje, Francisco Bringas, avaro y tacaño, con el ratoncito Pérez, luego debía ser popular para el público ya antes del cuento del padre Coloma.
A instancias de la Asociación Española de Amigos del Libro Infantil y Juvenil, el ayuntamiento de la Villa, dentro del Plan Memoria de Madrid, colocó una placa en el número 8 de la calle del Arenal, domicilio donde Luis Coloma situó la vivienda del roedor. En la placa puede leerse: «Aquí vivía, dentro de una caja de galletas en la confitería Prast el Ratón Pérez, según el cuento que el padre Coloma escribió para el niño rey Alfonso XIII.» En un local vecino se instaló un Museo del Ratón Pérez.
Desde hace años, una puertecita se encuentra en la parte inferior de uno de los accesos a la estación Banco de España, concretamente la entrada situada junto al Cuartel General del Ejército y en frente del Banco de España. El anónimo que colocó esta puerta dejó reflejado "que era la puerta del Ratoncito Pérez". Esta puerta se ha convertido en una curiosidad para los visitantes pero con el tiempo se ha ido estropeando y, además, alguien la vandalizó por lo que se estropeó totalmente. Sin embargo, Metro de Madrid informó el 10 de julio de 2021 que la puerta del Ratoncito Pérez, situada en dicho acceso de la estación Banco de España, ya está reparada.

## Mitos relacionados

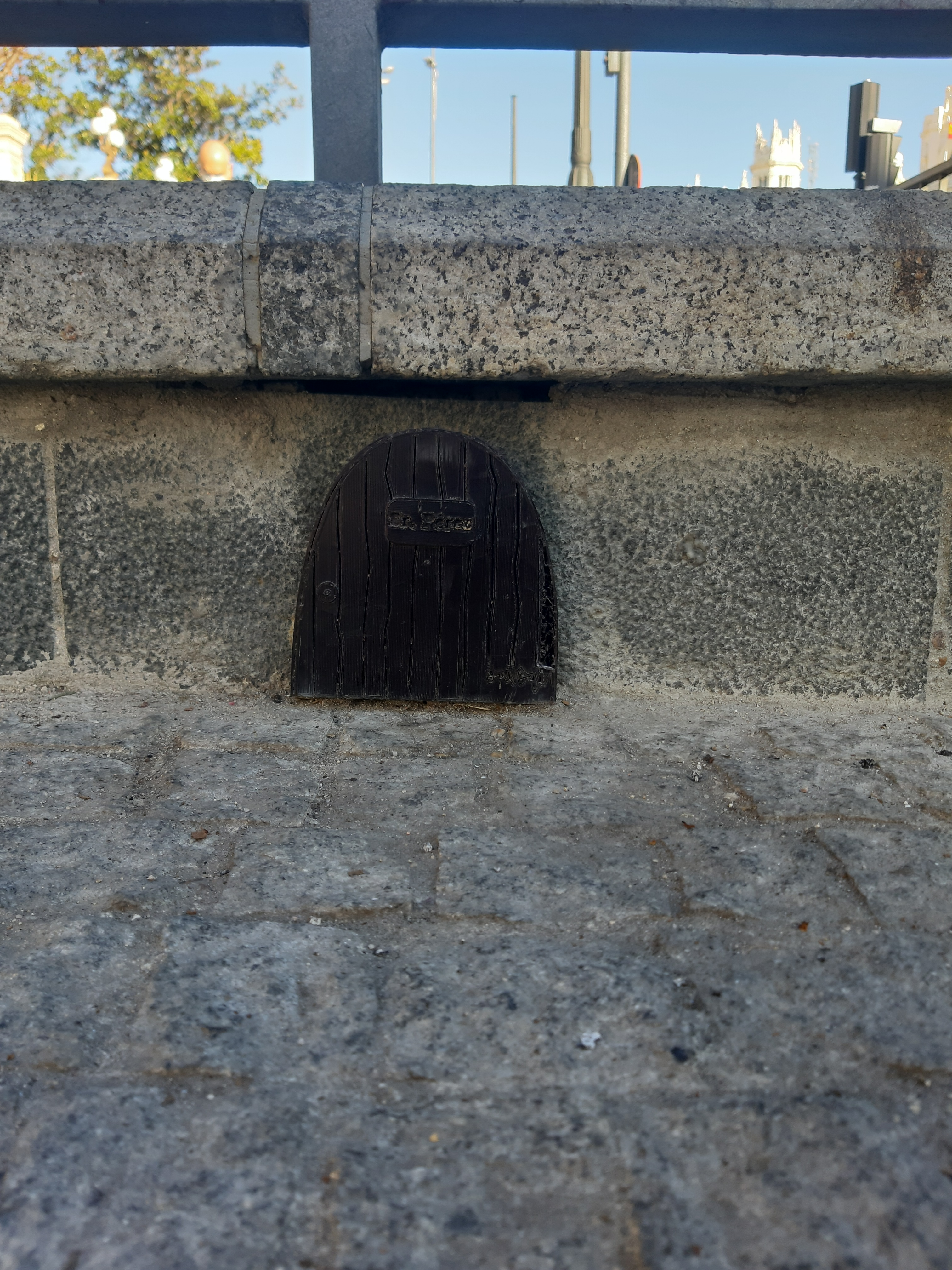
Casita ratón Pérez en Metro Banco de España de Madrid.

En algunos países asiáticos, como Corea, India, Japón y Vietnam, cuando un niño pierde un diente, es costumbre que lo lance al techo si viniera del maxilar inferior, o en el espacio debajo del piso si viniera del maxilar superior. Mientras se hace esto, el niño expresa un deseo de que el diente se sustituya por el diente de un ratón. Esta tradición se basa en el hecho de que los dientes de ratones crecen durante toda su vida, una característica de todos los roedores. En Japón, una variación indica que los dientes superiores se lancen directamente hacia abajo a la tierra y los dientes inferiores hacia arriba al aire, la idea es que los dientes entrantes crezcan derechos.
En países del Cercano Oriente (incluyendo Irak, Jordania, Palestina, Egipto y Sudán) existe una tradición de lanzar un diente de leche al cielo hacia el Sol o hacia Allah. Esta tradición puede tener su origen en una oferta preislámica que se remonta, al menos, al siglo XIII. También se menciona por Izz bin Hibat Allah Al Hadid en el siglo XIII.

## Música, cine y teatro
Existen varias canciones infantiles sobre el Ratoncito Pérez, entre ellas la de la cantante argentina Flavia Palmiero del álbum La Ola está de fiesta.

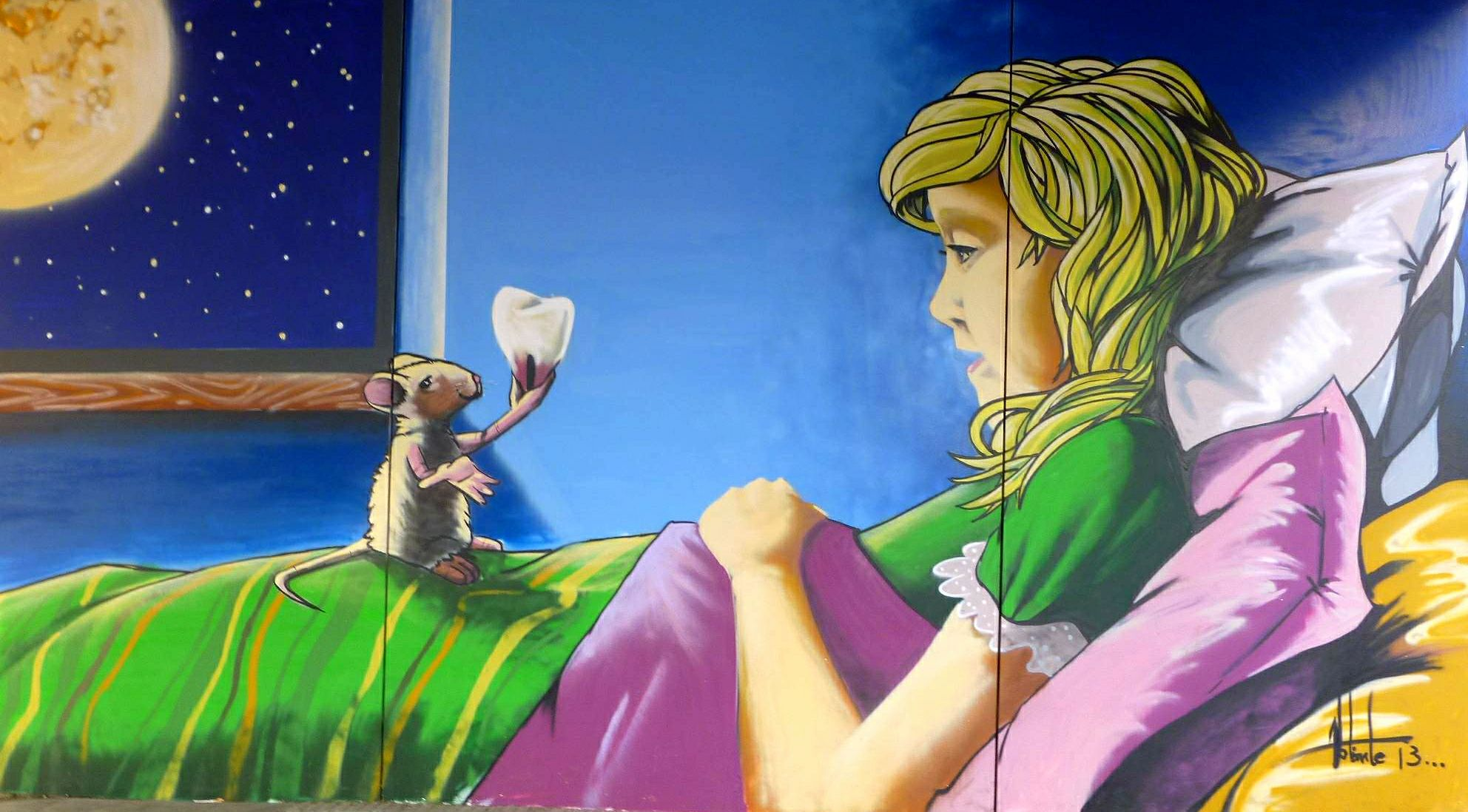
Representación del Ratoncito Pérez en un mural callejero en Tarrasa.

En 2005 se estrenó en Buenos Aires El Ratón Pérez, tu primer musical, de Cibrian Mahler (que se repondría en 2011). En 2007 se presenta un nuevo espectáculo teatral en el Teatro El Nacional El Ratón Pérez y el cofre perdido, y en abril de 2010, en el Teatro Gran Rex, El Ratón Pérez Superpoderoso.
En 2006 la historia fue llevada al cine en una coproducción hispano-argentina, bajo la dirección de Juan Pablo Buscarini, bajo el título de El Ratón Perez (Pérez, el ratoncito de tus sueños en España y México). En enero de 2009, se estrenó la secuela El Ratón Pérez 2 (Pérez, el ratoncito de tus sueños 2 en España y México), bajo la dirección de Andrés G. Schaer. Esta versión del personaje también fue incluida en la película hispano-argentina de 2019 La gran aventura de los Lunnis y el libro mágico (El Ratón Pérez y los guardianes del libro mágico en Hispanoamérica).
En el episodio 5 de la primera temporada de la serie de televisión española El Internado, "Un cadáver en La Laguna", aparece el Ratoncito Pérez para sacarle un diente a Paula.
El Ratoncito Pérez tuvo un breve cameo en la película de 2012 El origen de los guardianes de DreamWorks Animation. Durante la recolección de los dientes, una minihada de los dientes encuentra al ratón llevándose un diente y se pelea con él, pero ella le explica que es parte de la división latina mientras el ratón demuestra su enfado gritando y arrojando su sombrero; sin embargo, el ratón de la película parece ser un ratón ayudante que trabaja para el Ratoncito Pérez, parecido a las que trabajan para el Hada de los Dientes.

## Traducciones
El Instituto Padre Luis Coloma de educación secundaria, de Jerez de la Frontera, España, para conmemorar el 180 aniversario de su fundación y en colaboración con el Aula Confucio que funciona en dicho centro, patrocinó una traducción adaptada al chino del cuento.